# Massenbelegung
Als Massenbelegung, auch Massebelag, Massenbelag, flächenbezogene Masse, Flächenmasse oder Flächengewicht, ist das Verhältnis von Masse und Fläche einer Schicht. Die SI-Einheit der Massenbelegung ist kg/m².
In der Papier- und Druckbranche sowie in der stoffverarbeitenden Branche sind die Bezeichnungen Quadratmetergewicht und Grammatur üblich, angegeben in g/m².

## Berechnung
Massenbelegung als Verhältnis von Masse {\displaystyle m} und Fläche {\displaystyle A}:
{\displaystyle \rho _{\mathrm {A} }={\frac {m}{A}}}
Für homogene Dichteverteilungen {\displaystyle \rho ={\frac {m}{V}}=\mathrm {konst.} \neq \rho ({\vec {s}})} lässt sich die Massenbelegung umformen zu:
{\displaystyle \rho _{\mathrm {A} }=\rho \cdot l}
mit der Länge {\displaystyle l.}
Für inhomogene Dichteverteilungen {\displaystyle \rho =\rho ({\vec {s}})\neq \mathrm {konst.} } lässt sich die Massenbelegung als Integral über Dichte und Weg {\displaystyle s} berechnen:
{\displaystyle \rho _{\mathrm {A} }=\int \rho ({\vec {s}})\cdot \operatorname {d} s}
Physikalische Anwendungsgebiete sind die Absorption von Strahlung (siehe Massenschwächungskoeffizient) und die Berechnung von Schwingungen von Platten und Membranen.

## Säulendichte
Ein verwandter Begriff ist die Säulendichte, d. h. die Gesamtzahl aller Moleküle eines Spurengases in der Atmosphäre, die sich in einer (gedachten) vertikalen Säule mit einer definierten Grundfläche befinden. Sie wird in der Einheit Teilchen/m2 oder Teilchen/cm2 angegeben und in der Spektroskopie von atmosphärischen Spurengasen sowie in der Astronomie verwendet.